# William Byrd
William Byrd (født ca. 1543, død 4. juli 1623) var en engelsk komponist fra senrenæssancen. Han betragtes som en af renæssancens største komponister og havde en betydelig indflydelse på både engelske og europæiske komponister. Sammen med John Dunstaple og Henry Purcell anses Byrd for at være en af Englands vigtigste skikkelser inden for tidlig musik.
Byrd komponerede inden for mange af sin tids genrer, herunder både religiøs og verdslig polyfonisk musik, virginalstykker og ensembleværker. I begyndelsen af sin karriere skrev han anglikansk kirkemusik, men konverterede i 1570'erne til katolicismen.

## Biografi

### Baggrund
William Byrds oldefar, Richard Byrd, flyttede sandsynligvis fra Ingatestone i Essex til London i løbet af det 15. århundrede. Herefter blev de efterfølgende generationer af Byrd-familien omtalt som "gentlemen."
William Byrd blev formentlig født i London som tredje søn af Thomas og Margery Byrd. Selvom hans nøjagtige fødselsår er ukendt, omtaler han sig i et dokument datereret 2. oktober 1598 som "58 år eller deromkring," hvilket placerer hans fødsel i 1539 eller 1540. I sit testamente fra november 1622 skriver han dog, at han er 80 år, hvilket peger på et senere fødselsår. Historikeren Kerry McCarthy har foreslået, at denne uoverensstemmelse skyldes, at Byrd ikke opdaterede sit testamente i flere år.
Byrd blev født ind i en velstående, musikalsk familie. Hans to ældre brødre, Symond og John, blev købmænd i London og var aktive i deres respektive lav. En af hans fire søstre, Barbara, blev gift med en instrumentbygger, mens hans tre andre søstre, Martha, Mary og Alice, sandsynligvis giftede sig med handelsmænd.

### Barndom og tidlige karriere
Der findes meget få oplysninger om Byrds barndom, og ingen kilder belyser hans musikalske uddannelse. Hans brødre sang i koret ved St Paul's Cathedral, og det er sandsynligt, at Byrd selv sang der, selvom han muligvis også tjente som sanger ved det kongelige Chapel Royal. Ifølge den samtidige historiker Anthony Wood blev Byrd "oplært i musik af Thomas Tallis" i Chapel Royal, hvilket understøttes af en reference i Byrd og Tallis' fællesværk Cantiones quae ab argumento sacrae vocantur (1575). Selvom der ikke findes afgørende beviser for Woods påstand, er det almindeligt antaget, at hvis Byrd var tilknyttet Chapel Royal som ung, forblev han der som Tallis' assistent efter sin stemmes overgang.

### Lincoln
Fra 1563 til 1572 var Byrd ansat som organist og kantor ved Lincoln-katedralen, hvor han boede på den nuværende adresse Minster Yard Lincoln 6. Byrds tid i Lincoln var dog ikke uden udfordringer. Den 19. november 1569 blev hans løn suspenderet af domkapitlet på grund af "visse anklager rejst mod ham." Da puritanismen stod stærkt i Lincoln, er det muligt, at anklagerne handlede om Byrds brug af indviklet eller kunstfærdig polyfonisk musik. Et direktiv fra den 29. november samme år detaljerede nøje, hvordan Byrd måtte bruge orglet under messen.
Den 14. september 1568 giftede Byrd sig med Juliana Birley fra Lincoln i St Margaret-in-the-Close-kirken. Sammen fik de mindst syv børn, men kun to, Christopher og Elizabeth, er kendt i dag.

### Chapel Royal
I 1572 blev Byrd ansat ved den kongelige musikinstitution Chapel Royal, hvor han erstattede komponisten Robert Parsons, der var druknet i floden Trent den 25. januar samme år. Chapel Royal, som var Englands største kor, gav Byrd en livslang og velbetalt stilling. Selvom han ofte omtales som korets "organist" i kilderne, var dette ikke hans primære funktion, da alle medlemmer med de rette evner kunne udfylde denne rolle.
Byrds ansættelse ved Chapel Royal gav ham optimale forhold til at udvikle sig som komponist og skabe vigtige forbindelser ved dronning Elizabeths 1.s hof. Dronningen, en moderat anglikaner, værdsatte religiøse ritualer og foragtede puritanismens mere ekstreme strømninger. Hun elskede musik og spillede selv klaviatur. Selvom Byrd ikke skrev mange anglikanske kirkemusikværker, var hans liturgiske kompositioner ofte mere komplekse, end hvad selv moderate anglikanere kunne tolerere i frygt for, at musikken ville fjerne menighedens fokus fra Guds ord.
I 1575 gav dronningen Byrd og Thomas Tallis monopol på at trykke og udgive al polyfonisk musik i England i 21 år – en enestående aftale, da trykpapir var både sjældent og kostbart. De to komponister benyttede bogtrykkeren Thomas Vautrollier, der som fransk huguenot havde bosat sig i England. Sammen udgav de blandt andet samlingen Cantiones quae ab argumento sacrae vocantur, en hyldest til Elizabeth 1. bestående af 34 værker. Samlingen solgte dog dårligt, hvilket tvang Tallis og Byrd til at søge økonomisk støtte hos dronningen. For at hjælpe dem økonomisk, bortforpagtede Elizabeth 1. derfor flere krongodser til Byrd og Tallis, så de kunne opkræve landgilde fra de lokale fæstebønder.

### Katolicisme
I løbet af 1570'erne konverterede Byrd til katolicismen. Hans far, Thomas Byrd, kom muligvis fra en anglikansk familie, men om deres trosretning var af oprigtig overbevisning eller mere praktisk natur, er usikkert. Som ung var Byrd sandsynligvis selv anglikaner. Dette antydes blandt andet i en nyligt opdaget engelsk oversættelse af Martin Luthers salme Behold os, Herre, ved dit ord (1543) af en komponist kaldet "Birdie," hvor linjen "Frels os, Herre, fra tyrken og paven" indgår. Fra 1570'erne begyndte Byrd imidlertid at omgås prominente katolikker, heriblandt baron Thomas Paget. I 1577 blev Byrds hustru, Juliana, registreret i den lokale sognebog som "recusant" – en, der nægtede at deltage i den anglikanske gudstjeneste. Byrd selv optrådte fra 1587 også i sognets lister over "recusants."
Med pave Pius 5.s bulle Regnans in Excelsis fra 1570 blev Elizabeth 1.s undersåtter officielt fritaget for deres troskab over for hende, og dronningen blev i den katolske kirkes øjne erklæret fredløs. I kølvandet på dette ankom katolske missionærer fra De Spanske Nederlande og Rom til England, og katolikker blev i stigende grad anset som landsforrædere. I 1583 kom Byrd i alvorlige vanskeligheder på grund af sit venskab med Thomas Paget, der blev mistænkt for at være involveret i Trockmorton-komplottet mod dronningen og for at sende penge til katolikker i udlandet. Byrd blev midlertidigt suspenderet fra sin stilling ved Chapel Royal, og hans bevægelsesfrihed blev begrænset. I 1586 deltog han i en sammenkomst på et landsted, hvor også Henry Garnett, som senere blev henrettet for sin rolle i Krudtsammensværgelsen, deltog.

### Stondon Massey
I 1594 indledte Byrd en ny fase i sit liv, da han i sine tidlige 50'ere trak sig tilbage fra Chapel Royal. Han flyttede med sin familie fra London-området til den lille landsby Stondon Massey nær købstaden Chipping Ongar i Essex. Resten af sit liv boede han i huset Stondon Place, selvom ejerskabet af dette hus blev bestridt af en kvinde ved navn Joanna Shelley. Byrd flyttede sandsynligvis til Stondon Massey for at være tættere på sin mæcen, den velhavende adelsmand og katolik Sir John Petre. Petre var vært for hemmelige katolske gudstjenester, som ofte tiltrak sig uønsket opmærksomhed fra dronningens spioner og angivere. 
Byrd havde kendt Petre-familien siden 1581 og tilbragte blandt andet julen 1589 med dem. Familien betalte ham godt for at komponere musik til religiøse sammenkomster på katolske landsteder i England. Selvom Byrds katolicisme fortsat medførte problemer, tyder en eksisterende reference til et i dag tabt brev til Robert Cecil på, at dronning Elizabeth 1. omkring 1605 havde givet Byrd tilladelse til at praktisere sin tro. Ikke desto mindre blev Byrd regelmæssigt stævnet for at undlade at deltage i gudstjenesterne i sin lokale sognekirke, hvilket førte til store bøder.
Byrd blev boende i Stondon Massey indtil sin død den 4. juli 1626. Trods sine anstrengte relationer til myndighederne døde han som en meget velhavende mand.